# Harald V.

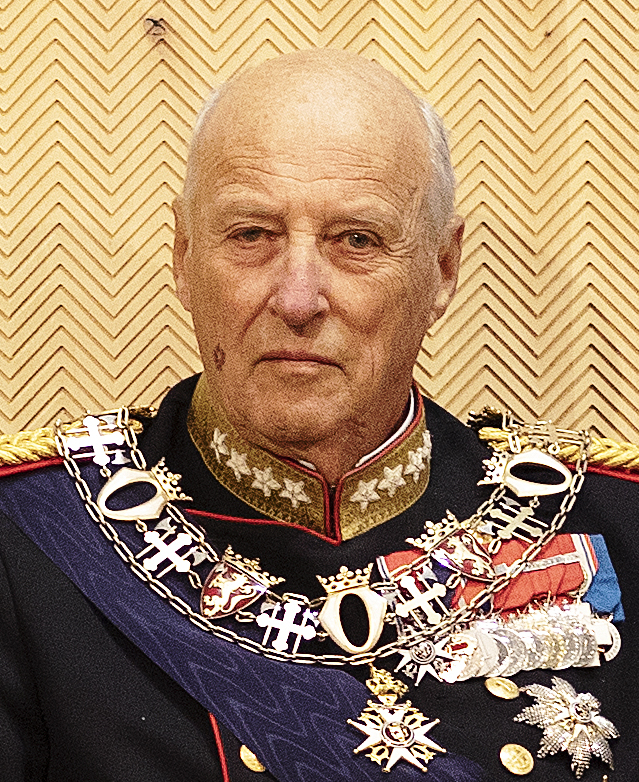
König Harald V. (2021)

Harald V. von Norwegen (* 21. Februar 1937 auf Gut Skaugum, Asker) ist seit dem Tod seines Vaters Olav V. am 17. Januar 1991 König von Norwegen.

## Leben und königliche Familie

### Kindheit und Jugend

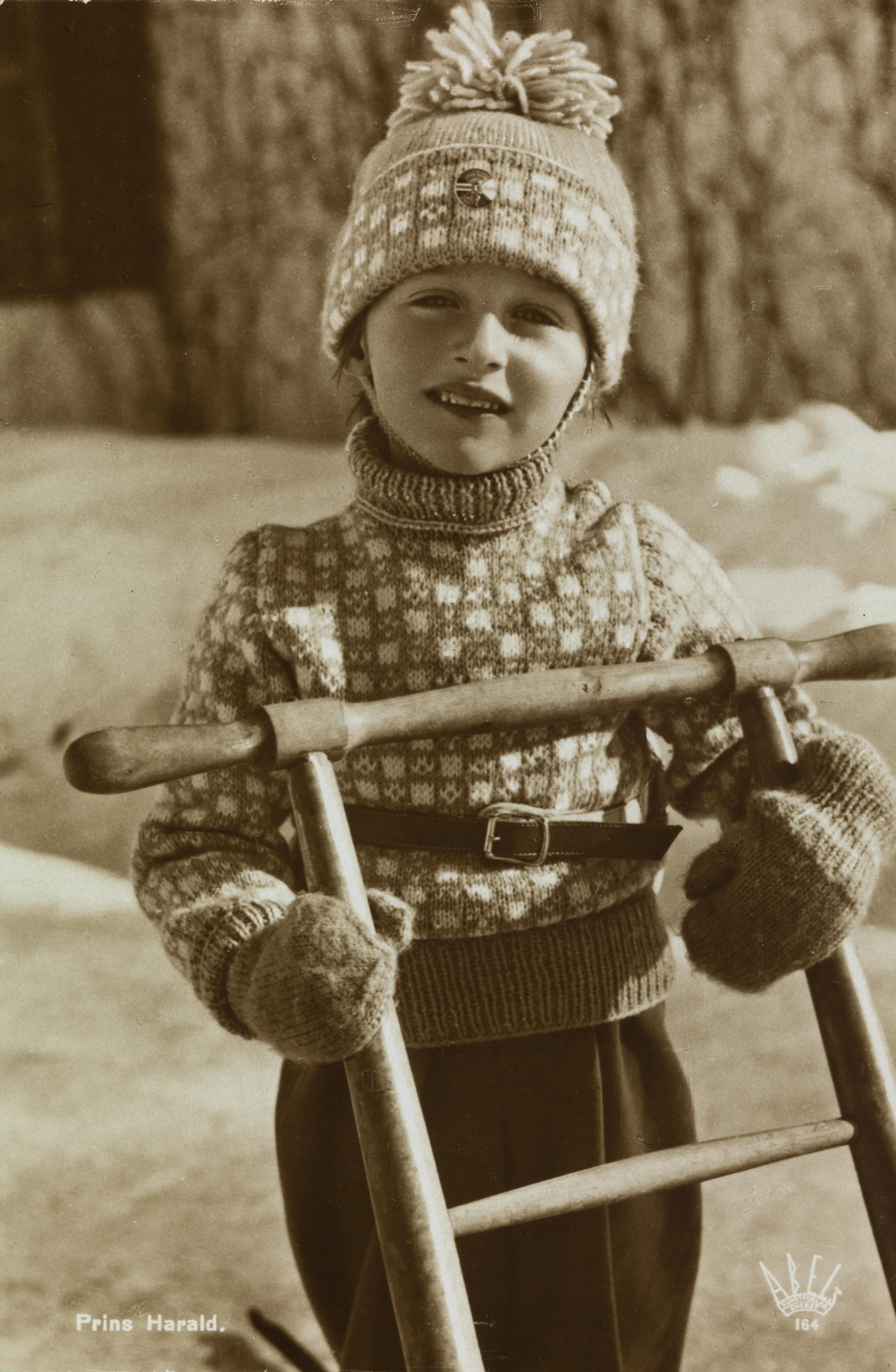
Prinz Harald, 1940

König Harald V. entstammt dem Haus Schleswig-Holstein-Sonderburg-Glücksburg, einer Nebenlinie des Hauses Oldenburg. Er ist der Sohn König Olavs V. und Kronprinzessin Märthas von Norwegen, einer geborenen Prinzessin von Schweden. Er hat zwei ältere Schwestern, Ragnhild und Astrid. Harald ist der erste in Norwegen geborene norwegische König seit Olav IV. im Jahr 1370. Sein Wahlspruch, wie auch der seines Großvaters und Vaters, lautet Alt for Norge („Alles für Norwegen“).
Der junge Prinz Harald lebte während des Zweiten Weltkriegs zunächst einige Monate in Schweden, später in Maryland in den USA, kehrte aber mit seiner Familie am 7. Juni 1945 nach Norwegen zurück. Er besuchte eine staatliche Volksschule, die Smestad skole, später die Oslo Katedralskole, wo er sein Examen artium (Abitur) ablegte. Er beendete seine Ausbildung an der norwegischen Militärakademie und dem Balliol College in Oxford im Vereinigten Königreich. Als König Håkon VII. 1957 starb, wurde Prinz Haralds Vater Olav V. König und er selbst Kronprinz. Bereits 1958 fungierte er als Kronprinzregent im statsråd während der Abwesenheit seines Vaters.
König Harald V. ist durch seine Mutter Kronprinzessin Märtha, die 1954 an Krebs starb, mit dem schwedischen und dem belgischen Königshaus (der frühere König Albert II. ist sein Cousin) und durch seine Großmutter Königin Maud mit dem britischen Königshaus verwandt; als Urenkel König Eduards VII. hat er noch einen Rang in der britischen Thronfolge inne, er ist der erste Nicht-Brite in der Thronfolge. Das heutige norwegische Königshaus ist eine (nicht thronfolgeberechtigte) Seitenlinie des dänischen Königshauses. Durch verschiedene Heiraten seiner Vorfahren ergibt sich, wie man dem unten aufgeführten Stammbaum entnehmen kann, die Situation, dass er über verschiedene Wege gleich drei Mal Ur-Ur-Enkel des dänischen Königs Christian IX. ist. Auch der schwedische König Karl XV. taucht zwei Mal als sein Ur-Urgroßvater auf. Im Normalfall hat man sechzehn verschiedene Ur-Urgroßeltern. Im Fall von König Harald sind es aber nur zehn, was auf einen Ahnenverlust durch intensive innerfamiliäre Heiratspolitik zurückzuführen ist.

### Ehe und Familie
Kronprinz Harald heiratete am 29. August 1968 die aus bürgerlichen Verhältnissen stammende Sonja Haraldsen im Osloer Dom. Sein Vater hatte ihm die Zustimmung zur Ehe erst nach neun Jahren erteilt, da er fürchtete, eine bürgerliche Ehe könne die Zukunft der Monarchie in Norwegen gefährden. Das Königspaar gehört der evangelisch-lutherischen Volkskirche an. Sie haben zwei Kinder:
- Prinzessin Märtha Louise von Norwegen (* 1971), ⚭ 2002–2017 Ari Behn (1972–2019); ⚭ 2024 Durek Verrett (* 1974);
- Kronprinz Haakon (* 1973), ⚭ 2001 Mette-Marit Tjessem Høiby (* 1973).

König Harald ist mittlerweile fünffacher Großvater. Sein Sohn, Kronprinz Haakon und dessen Frau, Kronprinzessin Mette-Marit, sind seit dem 21. Januar 2004 Eltern von Prinzessin Ingrid Alexandra von Norwegen, am 3. Dezember 2005 kam der erste Sohn des Kronprinzenpaares, Sverre Magnus zur Welt. Haralds Tochter, Prinzessin Märtha Louise, gebar am 29. April 2003 ihre erste Tochter Maud Angelica Behn; am 8. April 2005 folgte Leah Isadora und am 29. September 2008 Emma Tallulah. Wie die Kinder der Schwestern des Königs tragen die Mädchen keine Titel als Prinzessinnen und führen auch nicht die Anrede Königliche Hoheit; letzteres trifft auch für das jüngste Kind des Kronprinzpaares, Prinz Sverre, zu.

### Gesundheitliche Probleme
Am 1. Dezember 2003 teilte das Königshaus mit, dass König Harald V. an Blasenkrebs erkrankt sei. Er wurde am 8. Dezember im norwegischen Radiumhospital operiert. Kronprinz Haakon übernahm vorübergehend die Pflichten als Staatsoberhaupt von Norwegen, bis der König am 13. April 2004 seine Tätigkeit wieder aufnehmen konnte.
Am 17. März 2005 gab das Königshaus bekannt, dass der König wegen einer subvalvulären Aortenstenose operiert werden musste. Erneut übernahm der Kronprinz bis zum 7. Juni 2005 alle Aufgaben des Königs. Aufgrund seiner Erkrankungen gab der König das Rauchen auf und reduzierte auf Anraten seiner Ärzte sein Arbeitspensum erheblich. Im Oktober 2020 wurde ihm wegen Atemproblemen operativ eine neue Herzklappe eingesetzt.

## Aufgaben und Interessen

### Aufgaben als Staatsoberhaupt

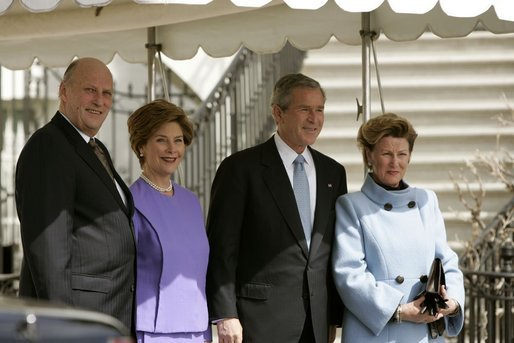
König Harald V. (links) und Königin Sonja (rechts) zu Besuch bei George W. Bush und Laura Bush, Februar 2005

Das Königreich Norwegen ist eine konstitutionelle Monarchie mit stark parlamentarischen Zügen. Als König von Norwegen hat Harald V. vorwiegend repräsentative und konstitutionelle Aufgaben. Die Kabinette müssen in der jeweiligen parlamentarischen Situation von ihm formell bestätigt beziehungsweise entlassen werden. Das Storting (das norwegische Parlament) muss laut norwegischer Verfassung jedes Jahr vom amtierenden Regenten eröffnet werden, wobei der Monarch in der Thronrede (trontale) (wie in den Niederlanden) das politische Programm der jeweiligen Regierung, die laut der Verfassung in seinem Namen regiert, den Abgeordneten für die kommende Legislaturperiode vorträgt.
In der Regel kommt die norwegische Regierung jeden Freitag unter Vorsitz von König und Anwesenheit des Kronprinzen im Staatsrat (statsråd) zusammen. Getagt wird im königlichen Schloss zu Oslo. Dort werden dem König die Entschlüsse der Regierung vorgelegt, die er – laut der parlamentarischen Verfassungspraxis – immer bestätigt, denn ohne seine Unterschrift sind sie nicht gültig. Dabei verfügt das Staatsoberhaupt theoretisch über die Macht, gegen verfassungswidrige Beschlüsse der Regierung sein Veto einzulegen. Seit Håkon VII. hat sich der norwegische König aber nicht mehr direkt in die politische Entscheidungsfindung eingeschaltet.
Jede Woche empfängt der König außerdem den Ministerpräsidenten (statsminister) in Privataudienz, ebenso den Außenminister (utenriksminister). Dabei wird er über die wichtigsten innen- und außenpolitischen Perspektiven des Landes informiert. Als formeller oberster Befehlshaber der norwegischen Streitkräfte pflegt der König auch enge Verbindungen zu den höchsten Offizieren des Heeres, der Luftwaffe und der Marine und ist selbst als Offizier ausgebildet. Bis zur Reform des Staatskirchenrechts 2012 war er das Oberhaupt der Norwegischen Kirche.

### Sportliches Engagement
Als Regattasegler vertrat König Harald V. Norwegen in mehreren Yachtsport-Wettbewerben. Er war Teilnehmer als Segler bei den Olympischen Spielen 1964, 1968 und 1972. Bei den Olympischen Spielen 1964 in Tokio war er zudem der Träger der norwegischen Flagge. Der Monarch ist seit Jahrzehnten nicht nur begeisterter, sondern auch erfolgreicher Hochseesegler. 1987 wurde er Segelweltmeister mit seiner Yacht Fram X. 2005 gewann er in Schweden mit Fram XV die IMS-Europameisterschaft. Harald V. segelt in der sogenannten Non-Corinthian-Class, also mit einer Proficrew. Der König segelt auch die 1938 gebaute 8mR-Yacht Sira sehr erfolgreich als Steuermann. Mit ihr wurde er 2008 in Hankø (Norwegen) Weltmeister. Bei der Weltmeisterschaft 2018 auf dem Bodensee belegte er mit Sira den dritten Platz. König Harald V. setzte sich intensiv für die Vergabe der Olympischen Winterspiele 1994 nach Lillehammer ein.

## Orden und Ehrenzeichen
| - Großkreuz mit Collane des Sankt-Olav-Ordens - Großkreuz des Verdienstordens - Groß-Stern des Ehrenzeichens für Verdienste um die Republik Österreich - Großkreuz des Leopoldsorden - Großkreuz mit Collane des Ordens vom Kreuz des Südens - Elefanten-Orden - Dannebrog-Orden - Großkreuz mit Collane des Ordens des Marienland-Kreuzes - Großkreuz mit Collane des Ordens des weißen Sterns - Großkreuz des Ordens der Weißen Rose - Großkreuz der Ehrenlegion - Großkreuz des Verdienstordens der Bundesrepublik Deutschland - Großkreuz des Verdienstordens der Republik Ungarn - Großkreuz mit Collane des Falkenordens - Großkreuz mit Collane des Verdienstordens der Italienischen Republik - Großkreuz des Chrysanthemenorden - Großkreuz des Ordens Hussein ibn Ali - Großkreuz mit Collane des Drei-Sterne-Ordens - Großkreuz des Ordens Vytautas der Große | - Großkreuz des Ordens Adolph von Nassau - Großkreuz des Ordens vom Niederländischen Löwen - Großkreuz des Hausordens von Oranien - Komtur des Ordens der Goldenen Arche - Orden vom Weißen Adler - Großkreuz mit Collane des Ordens des heiligen Jakob vom Schwert - Großkreuz des Ritterordens von Avis - Großkreuz mit Collane des Ordens des Infanten Dom Henrique - Großkreuz mit Collane des Sterns von Rumänien - Orden des Weißen Doppelkreuzes 1. Klasse - Orden vom Goldenen Vlies - Großkreuz mit Collane des Ordens Karls III. - Großkreuz des Ordens Cap der Guten Hoffnung - Königlicher Seraphinenorden - Großkreuz mit Collane des Ordens von Chula Chom Klao - Ritter des Hosenbandordens - Großkreuzritter des Royal Victorian Order - Royal Victorian Chain |

Die Prinz-Harald-Küste in der Antarktis ist nach ihm benannt.

## Vorfahren
| Ahnentafel König Harald V. von Norwegen | Ahnentafel König Harald V. von Norwegen                                                        | Ahnentafel König Harald V. von Norwegen                                                        | Ahnentafel König Harald V. von Norwegen                                                                            | Ahnentafel König Harald V. von Norwegen                                                                     | Ahnentafel König Harald V. von Norwegen                                                                                   | Ahnentafel König Harald V. von Norwegen                                                                                   | Ahnentafel König Harald V. von Norwegen                                                                                   | Ahnentafel König Harald V. von Norwegen                                                                                   |
| --------------------------------------- | ---------------------------------------------------------------------------------------------- | ---------------------------------------------------------------------------------------------- | --- | --- | --- | --- | --- | --- |
| Alt-Eltern                              | König Christian IX. (Dänemark) (1818–1906) ⚭ 1842 Prinzessin Louise von Hessen (1817–1898)     | König Karl XV. (Schweden) (1826–1872) ⚭ 1850 Prinzessin Luise von Oranien-Nassau (1828–1871)   | Prinz Albert von Sachsen-Coburg und Gotha (1819–1861) ⚭ 1840 Königin Victoria (Vereinigtes Königreich) (1819–1901) | König Christian IX. (Dänemark) (1818–1906) ⚭ 1842 Prinzessin Louise von Hessen (1817–1898)                  | König Oskar I. (Schweden) (1799–1859) ⚭ 1823 Prinzessin Josephine de Beauharnais von Leuchtenberg (1807–1876)             | Herzog Wilhelm I. (Nassau) (1792–1839) ⚭ 1829 Prinzessin Pauline von Württemberg (1810–1856)                              | König Christian IX. (Dänemark) (1818–1906) ⚭ 1842 Prinzessin Louise von Hessen (1817–1898)                                | König Karl XV. (Schweden) (1826–1872) ⚭ 1850 Prinzessin Luise von Oranien-Nassau (1828–1871)                              |
| Urgroßeltern                            | König Friedrich VIII. (Dänemark) (1843–1912) ⚭ 1869 Prinzessin Louise von Schweden (1851–1926) | König Friedrich VIII. (Dänemark) (1843–1912) ⚭ 1869 Prinzessin Louise von Schweden (1851–1926) | König Eduard VII. (Vereinigtes Königreich) (1841–1910) ⚭ 1863 Prinzessin Alexandra von Dänemark (1844–1925)        | König Eduard VII. (Vereinigtes Königreich) (1841–1910) ⚭ 1863 Prinzessin Alexandra von Dänemark (1844–1925) | König Oskar II. (Schweden) (1829–1907) ⚭ 1857 Prinzessin Sophia von Nassau (1836–1913)                                    | König Oskar II. (Schweden) (1829–1907) ⚭ 1857 Prinzessin Sophia von Nassau (1836–1913)                                    | König Friedrich VIII. (Dänemark) (1843–1912) ⚭ 1869 Prinzessin Louise von Schweden (1851–1926)                            | König Friedrich VIII. (Dänemark) (1843–1912) ⚭ 1869 Prinzessin Louise von Schweden (1851–1926)                            |
| Großeltern                              | König Haakon VII. (1872–1957) ⚭ 1896 Prinzessin Maud von Großbritannien und Irland (1869–1938) | König Haakon VII. (1872–1957) ⚭ 1896 Prinzessin Maud von Großbritannien und Irland (1869–1938) | König Haakon VII. (1872–1957) ⚭ 1896 Prinzessin Maud von Großbritannien und Irland (1869–1938)                     | König Haakon VII. (1872–1957) ⚭ 1896 Prinzessin Maud von Großbritannien und Irland (1869–1938)              | Prinz Carl von Schweden, Herzog von Westgotland (1861–1951) ⚭ 1897 Prinzessin Ingeborg Charlotte von Dänemark (1878–1958) | Prinz Carl von Schweden, Herzog von Westgotland (1861–1951) ⚭ 1897 Prinzessin Ingeborg Charlotte von Dänemark (1878–1958) | Prinz Carl von Schweden, Herzog von Westgotland (1861–1951) ⚭ 1897 Prinzessin Ingeborg Charlotte von Dänemark (1878–1958) | Prinz Carl von Schweden, Herzog von Westgotland (1861–1951) ⚭ 1897 Prinzessin Ingeborg Charlotte von Dänemark (1878–1958) |
| Eltern                                  | König Olav V. (1903–1991) ⚭ 1929 Prinzessin Märtha von Schweden (1901–1954)                    | König Olav V. (1903–1991) ⚭ 1929 Prinzessin Märtha von Schweden (1901–1954)                    | König Olav V. (1903–1991) ⚭ 1929 Prinzessin Märtha von Schweden (1901–1954)                                        | König Olav V. (1903–1991) ⚭ 1929 Prinzessin Märtha von Schweden (1901–1954)                                 | König Olav V. (1903–1991) ⚭ 1929 Prinzessin Märtha von Schweden (1901–1954)                                               | König Olav V. (1903–1991) ⚭ 1929 Prinzessin Märtha von Schweden (1901–1954)                                               | König Olav V. (1903–1991) ⚭ 1929 Prinzessin Märtha von Schweden (1901–1954)                                               | König Olav V. (1903–1991) ⚭ 1929 Prinzessin Märtha von Schweden (1901–1954)                                               |
| König Harald V. von Norwegen (* 1937)   |                                                                                                |                                                                                                | | | | | | |

| Vorgänger | Amt                      | Nachfolger |
| --------- | ------------------------ | ---------- |
| Olav V.   | König von Norwegen 1991– | —          |